# Facultad de Comunicación (Universidad de Texas en Austin)
Moody College of Communication es una facultad de comunicación estadounidense perteneciente a la Universidad de Texas en Austin. La universidad alberga programas de primer nivel en publicidad y relaciones públicas, estudios de comunicación, ciencias y trastornos de la comunicación, periodismo y radio, televisión y cine. El Moody College es reconocido a nivel nacional por sus miembros de la facultad, investigación y medios estudiantiles. Ofrece siete títulos de pregrado, incluidos los de Periodismo, Publicidad y Radio-Televisión-Cine, y 17 programas de posgrado. El Moody College of Communication opera desde el Jesse H. Jones Communication Complex y el Dealey Center for New Media, que se inauguró en noviembre de 2012. El colegio tiene una dotación de $ 106 millones al 14 de abril de 2016.

## Historia
El Departamento de Oratoria, ahora el Departamento de Estudios de Comunicación, en UT Austin se estableció en 1899, y la Escuela de Periodismo comenzó en 1914, mudándose a su propio edificio en 1952. Un interés temprano en la transmisión en el campus resultó en la formación del Departamento de Radio-Televisión-Cine. En 1921, se estableció una estación de radio para realizar trabajos experimentales en comunicación por radio, y para la década de 1930, lo que probablemente fue la primera transmisión de televisión en Texas se originó en el campus. El primer programa de grado en radiodifusión comenzó en 1939. Establecido en 1941 con la fundación de la Clínica del Habla y Audición de la Universidad de Texas en Austin y la introducción de cursos que conducen a la certificación de la Agencia de Educación de Texas, el programa de Ciencias y Trastornos de la Comunicación es el programa más antiguo de su tipo en el estado de Texas.
En 1965, la Escuela de Periodismo, el Departamento de Oratoria y un Departamento de Radio-Televisión-Cine recién formado se convirtieron en los tres departamentos organizados oficialmente como la Escuela de Comunicación. DeWitt Carter Reddick fue designado para ser el primer decano de la escuela. En ese mismo año, la secuencia acreditada de publicidad en el Departamento de Periodismo se estableció como un Departamento de Publicidad independiente. Ubicado originalmente en el Departamento de Comunicación del Habla, en 1998 se estableció un Departamento separado de Ciencias y Trastornos de la Comunicación.
En la década de 1990 y principios de la de 2000, Austin se había convertido en un centro cinematográfico debido en parte a varios exalumnos de Comunicaciones, incluido Robert Rodríguez, y a que muchas personas en la industria comenzaran a llamar a Austin la " Tercera Costa " para el cine. Esto ha impulsado al departamento de Radio, Televisión y Cine al reconocimiento nacional, al mismo tiempo que brinda a los estudiantes más oportunidades de pasantías y trabajos después de la matriculación.
El 7 de noviembre de 2013, la Fundación Moody de Galveston anunció un compromiso de $ 50 millones para establecer la Facultad de Comunicación Moody en la Universidad de Texas en Austin, lo que resultó en la mayor dotación para el estudio de la comunicación de cualquier universidad pública en la nación.

## Campus

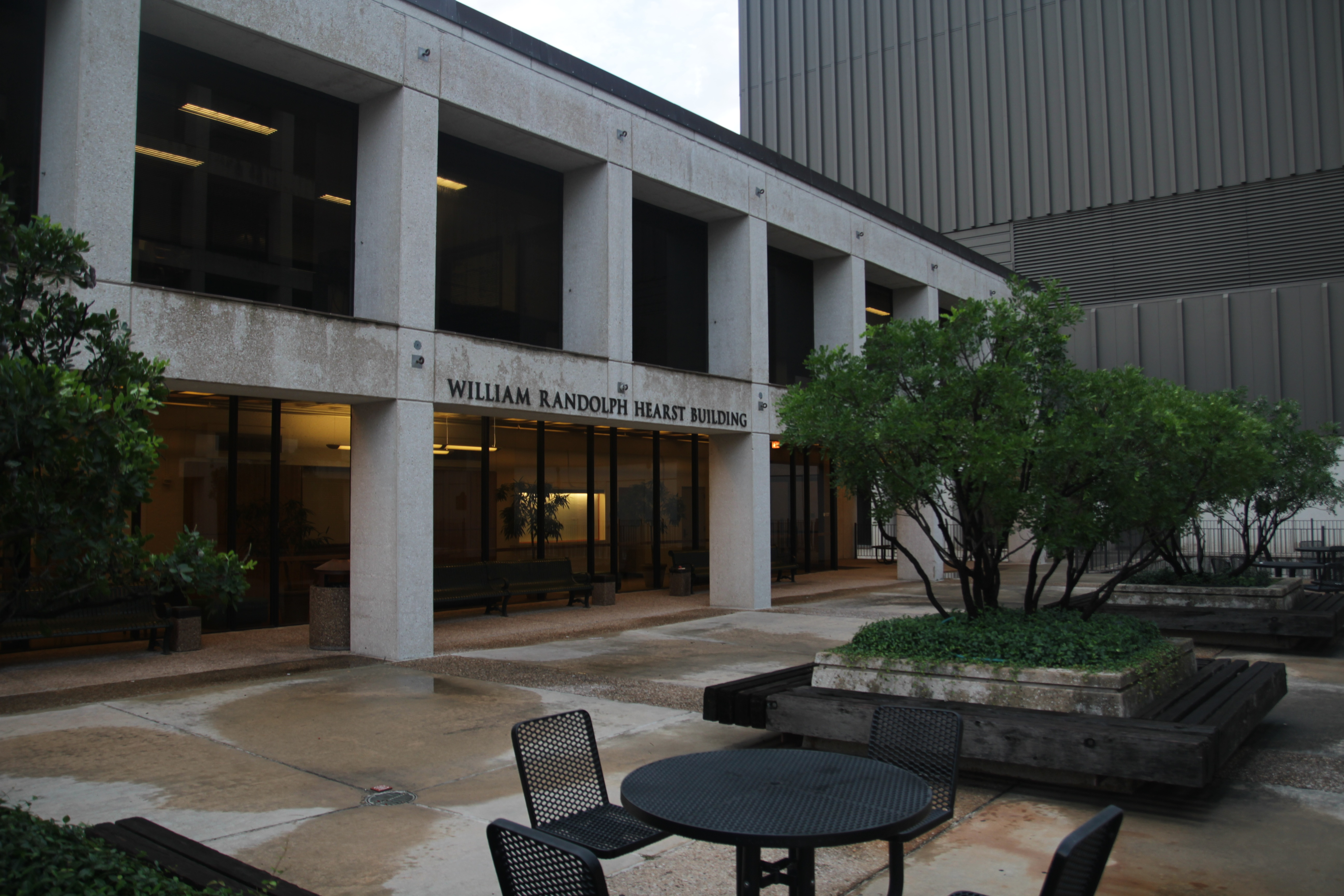
El edificio de Texas Student Media pasó a llamarse oficialmente William Randolph Hearst Building en 2009, después de una importante donación de Hearst Corporation

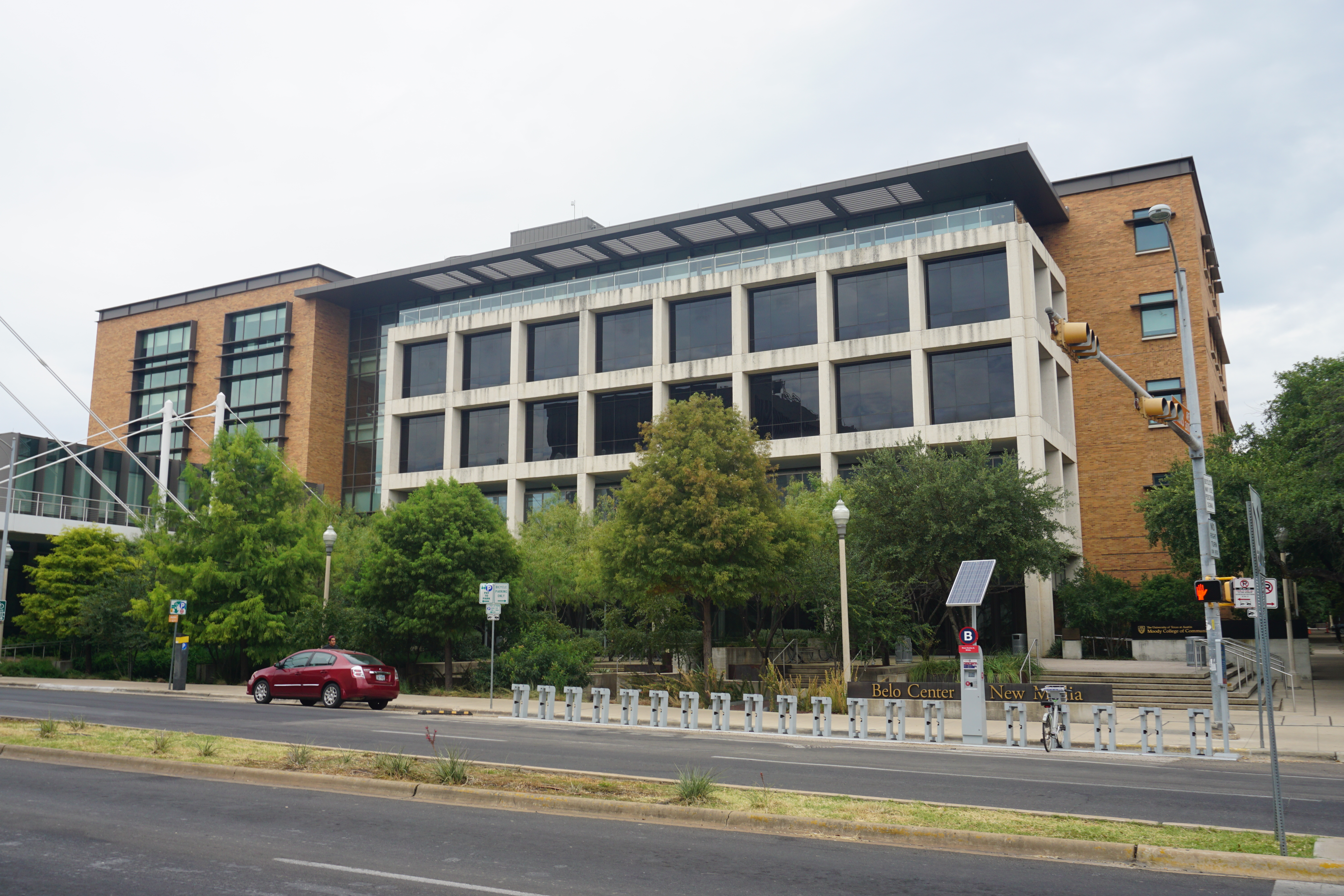
Belo Center for New Media

El campus de Moody College of Communication se encuentra en un complejo en el lado noroeste del campus de UT, adyacente a The Drag y justo al norte de Littlefield House. No hubo una definición formal del campus de Moody Communication hasta que se consolidaron todos los estudios de comunicación a fines de la década de 1960. La construcción de un complejo de comunicación de tres edificios comenzó en 1968, y los tres Departamentos de Periodismo, Radio-Televisión-Cine y Comunicación Oral se mudaron a nuevas instalaciones en 1974.
En 2007, se anunció el primer nuevo proyecto de construcción para la escuela en más de 30 años después de una donación de $ 15 millones de la Fundación Belo: el Belo Center for New Media aumentó el espacio de enseñanza e investigación para la universidad con un nuevo edificio en el lado norte de Calle Dean Keeton. La construcción comenzó en mayo de 2010 y el nuevo Belo Center se inauguró en noviembre de 2012. El edificio de cinco pisos y 120,000 pies cuadrados sirve como un espacio de aprendizaje interactivo para los estudiantes y una puerta de entrada histórica al campus en la intersección de Guadalupe y Dean Keeton. El presupuesto total del proyecto fue de $54.770 millones. En junio de 2021, el Belo Center pasó a llamarse GB Dealey Center for New Media en honor a George Bannerman Dealey. En el Dealey Center se encuentran los KUT Public Media Studios, que albergan las estaciones de radio públicas KUT y KUTX.
El edificio de Texas Student Media, anteriormente conocido como edificio CMC, pasó a llamarse oficialmente William Randolph Hearst Building después de una importante donación de Hearst Corporation en 2008. Texas Student Television, la estación de televisión para estudiantes con licencia de la FCC ubicada dentro de Hearst El edificio, K29HW-D, recibió una actualización de transmisor digital de $ 80,000 para cumplir con la transición de televisión digital obligatoria en 2009.
Parte de la donación de la Fundación Moody de 2013 se utilizó para pagar el diseño y la construcción del puente peatonal Moody, que une los departamentos de la universidad a lo largo de Dean Keeton Street.

## Programas académicos
La Facultad de Comunicación Moody comprende la Escuela de Publicidad y Relaciones Públicas Stan Richards; Departamento de Ciencias del Habla, Lenguaje y Audición; Departamento de Estudios de la Comunicación; Escuela de Periodismo y Medios; y el Departamento de Radio-Televisión-Cine. Moody College ofrece títulos de pregrado y posgrado.

### Administración
Al igual que la parte de pregrado de la Universidad de Texas en Austin, Moody College opera en un sistema semestral. Como parte de la institución más grande, Moody College es administrado en última instancia por el presidente y el consejo de administración de UT. La escuela está dirigida directamente por un decano (actualmente Jay M. Bernhardt) que cuenta con el asesoramiento de varios decanos asociados responsables de varios aspectos de la administración, así como un director (actualmente ganador del premio Pulitzer RB Brenner).

### Organizaciones
Anuario de Cactus: el Anuario de Cactus es la publicación más antigua de la universidad y data de 1894.
The Daily Texan - The Daily Texan es el periódico dirigido por estudiantes de la universidad, que se publica desde 1900. Es uno de los periódicos universitarios más importantes del país.
The Texas Travesty - The Texas Travesty es un periódico satírico producido por estudiantes, fundado en 1997.
KUT y KUTX : Desde el Moody College emiten la KUT FM 90.5 y la KUTX FM, 98.9, estaciones miembros de la National Public Radio para el centro de Texas. Son estaciones de radio públicas, patrocinadas por corporaciones y respaldadas por los oyentes, propiedad y operadas por profesores y personal de la Universidad de Texas en Austin.
KVRX - KVRX es una estación de radio dirigida por estudiantes. La estación comenzó a transmitir en 1986. Hoy, KVRX comparte su frecuencia con KOOP y transmite por Internet las 24 horas del día, los 7 días de la semana.
Texas Student Television (TSTV): TSTV es la única estación de televisión universitaria del país dirigida por estudiantes y con licencia de la FCC. La estación comenzó a transmitir en un canal VHF de transmisión analógica en 1995.

## Centros e institutos
La Facultad de Comunicación Moody tiene 12 centros e institutos: el Instituto Annette Strauss para la Vida Cívica, el Centro Knight para el Periodismo en las Américas, el Instituto de Política de Tecnología e Información, el Proyecto de Historia Oral Voces, el Centro para la Comunicación de la Salud, el Instituto Lang Stuttering, Wofford Denius UTLA Centro de Estudios de Medios y Entretenimiento, Discurso, Debate y Análisis Forense, Centro de Participación de los Medios, Centro de Discurso y Audición, Centro de Comunicación y Medios Deportivos y Programa de Estudios y Artes de Medios Latinos.

### Programa UT Los Ángeles
Fundado en 2005, el Programa UT Los Ángeles (UTLA, Semestre en el Programa de Los Ángeles) brinda a los estudiantes la oportunidad de realizar una pasantía en la industria del entretenimiento mientras completan los cursos de la división superior.

## Rankings y admisiones
Las admisiones para estudiantes de pregrado son manejadas por las admisiones de pregrado de la universidad. Junto con las escuelas de Arquitectura, Negocios e Ingeniería, las admisiones a Moody College of Communication son altamente selectivas. De los 2611 estudiantes de primer año que postularon a la escuela para el otoño de 2010, 1042 fueron admitidos, lo que llevó a una tasa de aceptación general del 39,9%. Por esta razón, muchos estudiantes de la UT solicitan una transferencia interna mientras completan sus requisitos básicos. La escuela deja un promedio de 200 plazas por año para transferencias internas y 80 plazas para transferencias externas, aunque no se revelan las cifras oficiales. Dentro de la propia escuela, el Departamento de Publicidad y Relaciones Públicas cuenta con el mayor número de estudiantes tanto de pregrado como de posgrado, con 1.327 y 187, respectivamente, en el curso académico 2015-2016.
| Entidad                                   | Nombre                                 | Rango | Cobertura | Año   |
| ----------------------------------------- | -------------------------------------- | ----- | --------- | ----- |
| Clasificación mundial de universidades QS | Communication and Media Studies        | 4     | Mundial   | 2021  |
| U.S. News & World Report                  | Top Speech Language Pathology Programs | 10    | Nacional  | 2020  |
| U.S. News & World Report                  | Top Audiology Programs                 | 14    | Nacional  | 2020  |
| USA Today                                 | Best Overall Journalism Programs       | 3     | Nacional  | 2015  |
| The Hollywood Reporter                    | Top Film Schools                       | 10    | Nacional  | 2021  |
| Interactive Advertising Bureau            | Top Digital Advertising Programs       | 1     | Nacional  | 2013  |
| U.S. News & World Report                  | Top Advertising Programs               | 4     | Nacional  | 2003  |
| U.S. News & World Report                  | Top Public Relations Programs          | 7     | Nacional  | 2003' |
| U.S. News & World Report                  | Top Audiology Programs                 | 13    | Nacional  | 2003  |
| U.S. News & World Report                  | Top Speech Pathology Programs          | 12    | Nacional  | 2003  |
| U.S. News & World Report                  | Top Print Journalism Programs          | 11    | Nacional  | 2003  |
| U.S. News & World Report                  | Top Film Programs                      | 7     | Nacional  | 2003  |
| U.S. News & World Report                  | Top Radio-Television Programs          | 4     | Nacional  | 2003  |
| National Communication Association        | Applied Communication                  | Top 3 | Nacional  | 1996  |
| National Communication Association        | Communication Theory and Research      | Top 3 | Nacional  | 1996  |
| National Communication Association        | Critical/Cultural Media Studies        | Top 3 | Nacional  | 1996  |
| National Communication Association        | Organizational Communication           | Top 3 | Nacional  | 1996  |
| National Communication Association        | Rhetoric                               | Top 3 | Nacional  | 1996  |

### Longhorn Network
El 19 de enero de 2011, la universidad anunció la creación de una red de televisión de 24 horas en asociación con ESPN, denominada Longhorn Network. Longhorn Network (la única asociación de este tipo) brinda a varios estudiantes de la Facultad de Comunicación la oportunidad de participar en pasantías y paneles de discusión que brindan una visión de primera mano de la industria de la transmisión.

## Personas

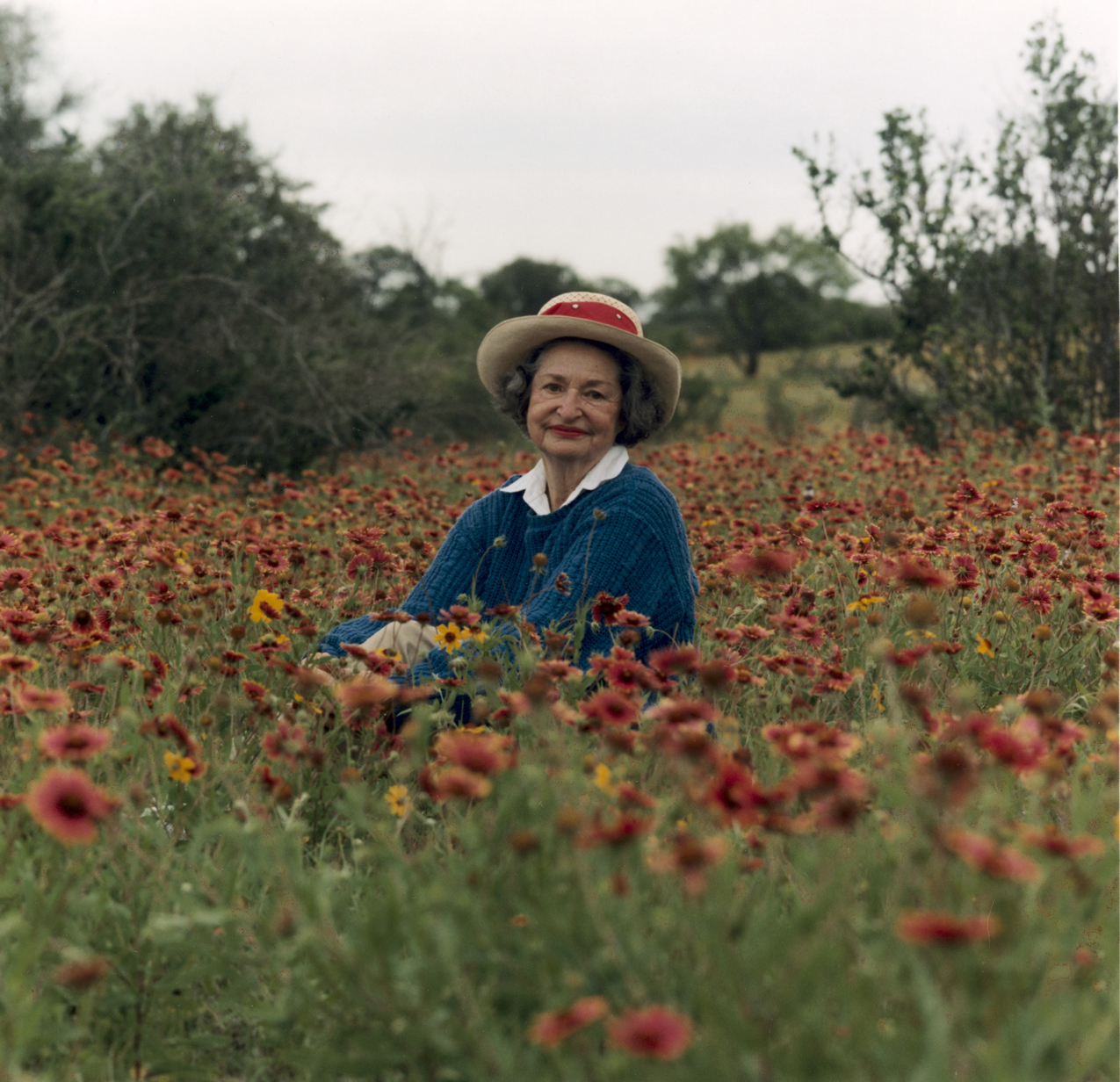
Un retrato de Lady Bird Johnson en Texas Hill Country

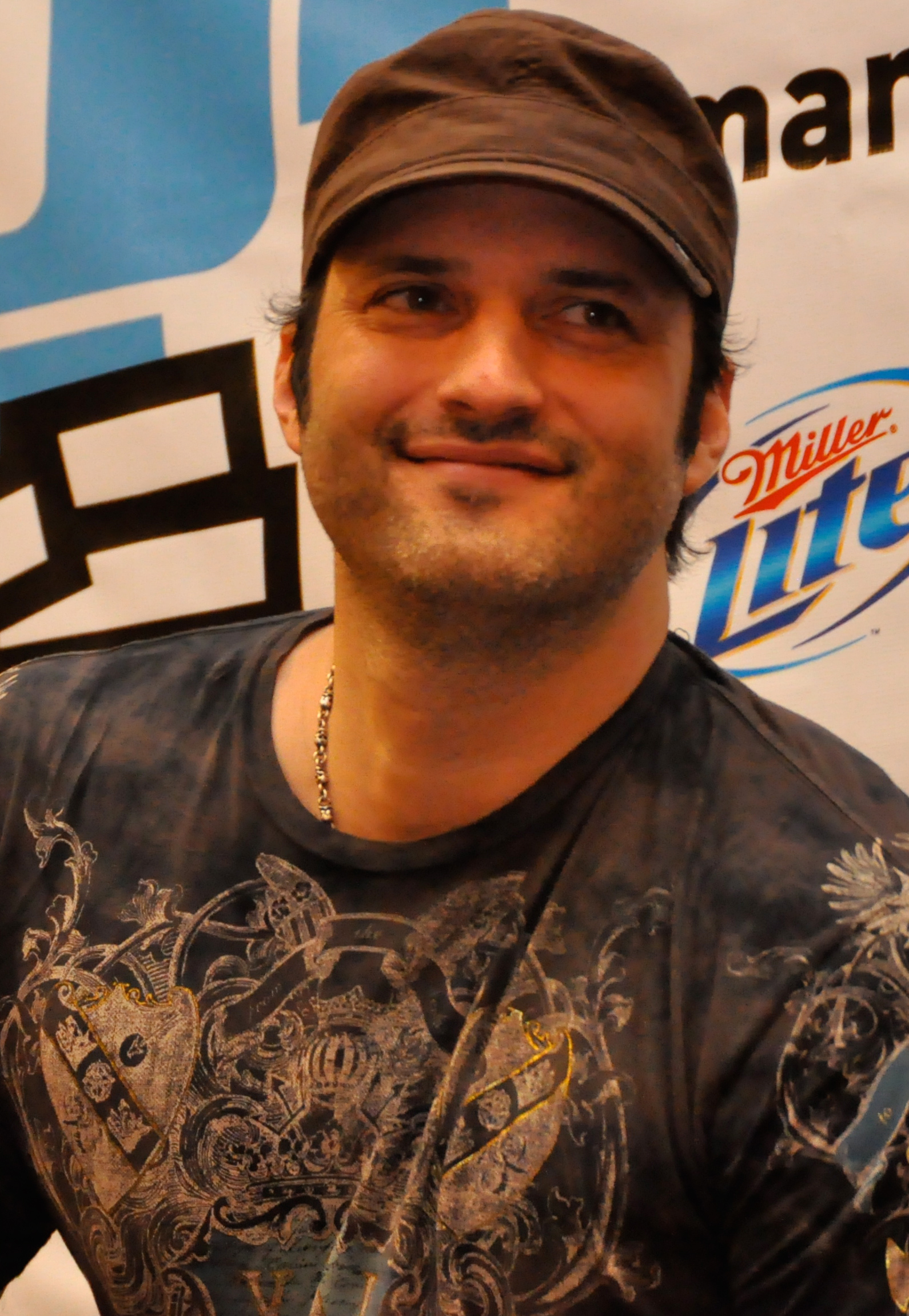
El director Robert Rodríguez responde las preguntas de la audiencia en South by Southwest, Austin, Texas

### Perfil del estudiante y vida estudiantil
A partir del otoño de 2015, Moody College of Communication tiene una matrícula de 3837 estudiantes universitarios y 538 posgraduados. La escuela ofrece una serie de grupos estudiantiles profesionales y de servicio comunitario, así como consejos de gobierno de la vida social para el cuerpo estudiantil. Como centro para todos los medios en el campus, Moody College ha estado históricamente en el centro de los principales problemas del campus y un nexo del espíritu escolar. La universidad opera TSTV, una de las pocas estaciones de televisión con licencia de la FCC administrada en su totalidad por estudiantes. La estación ha entrevistado a varias personas notables en el pasado, incluyendo a Pauly Shore, Mark Cuban y Dennis Quaid.

### Facultad
Los profesores incluyen académicos distinguidos y aquellos que han tenido carreras exitosas independientes de Moody College como cineastas, periodistas, audiólogos, patólogos del habla y lenguaje y líderes de la industria.